# Parafia Najświętszej Maryi Panny Częstochowskiej w Ligocie Małej
Parafia Najświętszej Maryi Panny Częstochowskiej w Ligocie Małej – znajduje się w dekanacie Oleśnica wschód w archidiecezji wrocławskiej. Erygowana w 1974 roku.
Kościół w Ligocie Małej wzmiankowany był już w 1521 roku. W roku 1559 został rozebrany. Pozostała drewniana wieża-dzwonnica została wykonana przez wrocławskiego mistrza G. Horna. W roku 1577 kościół zbudowano raz jeszcze, a w 1845 roku został w znacznym stopniu zniszczony. Po odbudowaniu świątyni w XIX wieku, w latach 1907, 1908 oraz 1924 i 1960 przechodził kolejne modernizacje.
Obsługiwana przez księży archidiecezjalnych. Jej proboszczem jest ks. Tomasz Bagiński.

## Parafialne księgi metrykalne
| Księgi metrykalne | Okres ewidencji |
| ----------------- | --------------- |
| chrztów           | 1974 -          |
| ślubów            | 1974 -          |
| zgonów            | 1974 -          |

## Kościoły filialne na terenie parafii
- Kościół NMP Wspomożycielki Wiernych w Krzeczynie
- Kościół św. Maksymiliana Kolbego w Ligocie Wielkiej
- Kościół Podwyższenia Krzyża Świętego w Smolnej (Sanktuarium Świętej Rity z Cascii)[5]